# خيسوس فلوريس
خيسوس فلوريس (بالإسبانية: Jesús Flores)‏ هو غطاس مكسيكي، (و. 1912  م).

## وصلات خارجية
- خيسوس فلوريس على موقع الاتحاد الدولي للسباحة (الإنجليزية)
- خيسوس فلوريس على موقع أوليمبيديا (الإنجليزية)